# Adriaen van der Werff

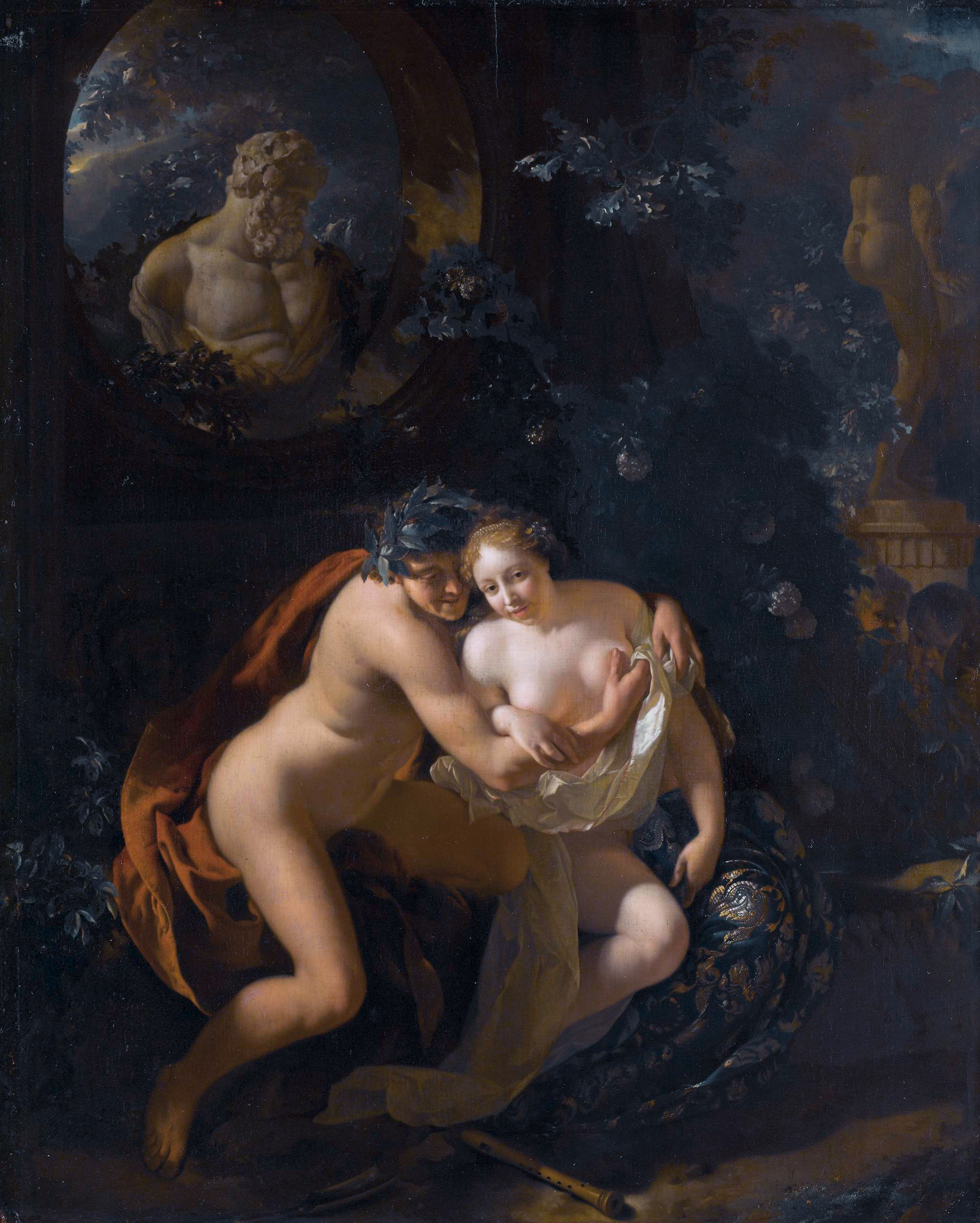
Paride ed Enone, 1694, Rijksmuseum Amsterdam

Adriaen van de Werff (Kralingen, 21 gennaio 1659 – Rotterdam, 12 novembre 1722) è stato un pittore olandese.

## Biografia
Nato nei pressi di Rotterdam, era figlio di un mugnaio. Compì il suo apprendistato come artista nelle botteghe di Cornelis Picolet e Eglon Hendrick van de Neer a Rotterdam, diventando pittore autonomo nel 1676. Dal 1691 al 1695 fu a capo della Gilda di San Luca di Rotterdam e dal 1697 fu pittore di corte per Giovanni Guglielmo del Palatinato, presso il quale era tenuto a risiedere sei mesi all'anno: suo speciale privilegio era infatti quello di mantenere la sua residenza a Rotterdam.
Van der Werff si trovava alla corte di Düsseldorf quando l'elettore palatino morì (1716), tornandosene poi nella sua città dove morì sei anni dopo.
Fu tra gli artisti olandesi della sua epoca che godettero di maggiore stima tra i contemporanei, ammirato e ricercato dai maggiori collezionisti, spesso legati alle corti principesche. L'elettore palatino ad esempio possedeva almeno 34 sue opere, mentre più tardi, Federico il Grande ne esponeva circa venti nella sua galleria al Palazzo Sanssouci. Tramite l'Elettrice Palatina, alcune sue opere si trovano oggi a Firenze.
Fu autore soprattutto di opere di piccolo e medio formato, in cui applicava una minuziosa cura del dettaglio, derivato dall'esempio della scuola di Leida, una raffinata sensualità e una consistenza cerulea degli incarnati, che ricorda la porcellana, derivata da reminiscenze della miniatura.
Anche la scelta dei temi era particolarmente congeniale alle mode del momento, specializzandosi prima nella pittura di genere spesso a tema allegorico, poi nelle scene mitologiche, storiche e bibliche, nonché i ritratti.